# PGC 2486861
LEDA/PGC 2486861 ist eine Seyfertgalaxie im Sternbild Großer Bär am Nordsternhimmel. Sie ist schätzungsweise 858 Millionen Lichtjahre von der Milchstraße entfernt und hat einen Durchmesser von etwa 150.000 Lichtjahren. Vom Sonnensystem aus entfernt sich das Objekt mit einer errechneten Radialgeschwindigkeit von näherungsweise 19.100 Kilometern pro Sekunde. Nach Lage der Daten bildet sie gemeinsam mit PGC 2486331, PGC 2486958 und PGC 2487092 eine gravitativ gebundene Galaxiengruppe. 
Im selben Himmelsareal befinden sich unter anderem die Galaxien PGC 2480620, PGC 2484668, PGC 2485560, PGC 2486084.